# 화로자리
화로자리(라틴어: Fornax, [ˈfɔrnæks])는 남쪽 하늘의 별자리로, 1756년에 라카유(Nicolas Louis de Lacaille)가 도입하였다. 화학로자리라고도 부른다. fornax는 화로를 뜻하는 영어 단어 furnace에서 유래하였다.

## 별과 천체
화로자리에는 그다지 밝은 별이 없다.
- LP 944-20: 갈색왜성이다.
- NGC 1316 (화로자리 A): 밝은 렌즈형 은하이며, 전파 발신원이기도 하다.
- NGC 1365: 막대나선은하이다.
- NGC 1399: 타원은하이다.
- NGC 1404: 타원은하이다.
- NGC 1365 주변에는 '화로자리 은하단'으로 불리는 은하 집단이 있어서, 고배율의 천체망원경으로 관측이 가능하다.
- 화로자리에는 왜소은하가 있다.
- 허블 울트라 딥 필드 (Hubble Ultra Deep Field, HUDF): 허블 우주 망원경의 자료로 구성된 화로자리의 작은 영역으로, 약 1만 개의 은하를 포함하는 것으로 추정된다.

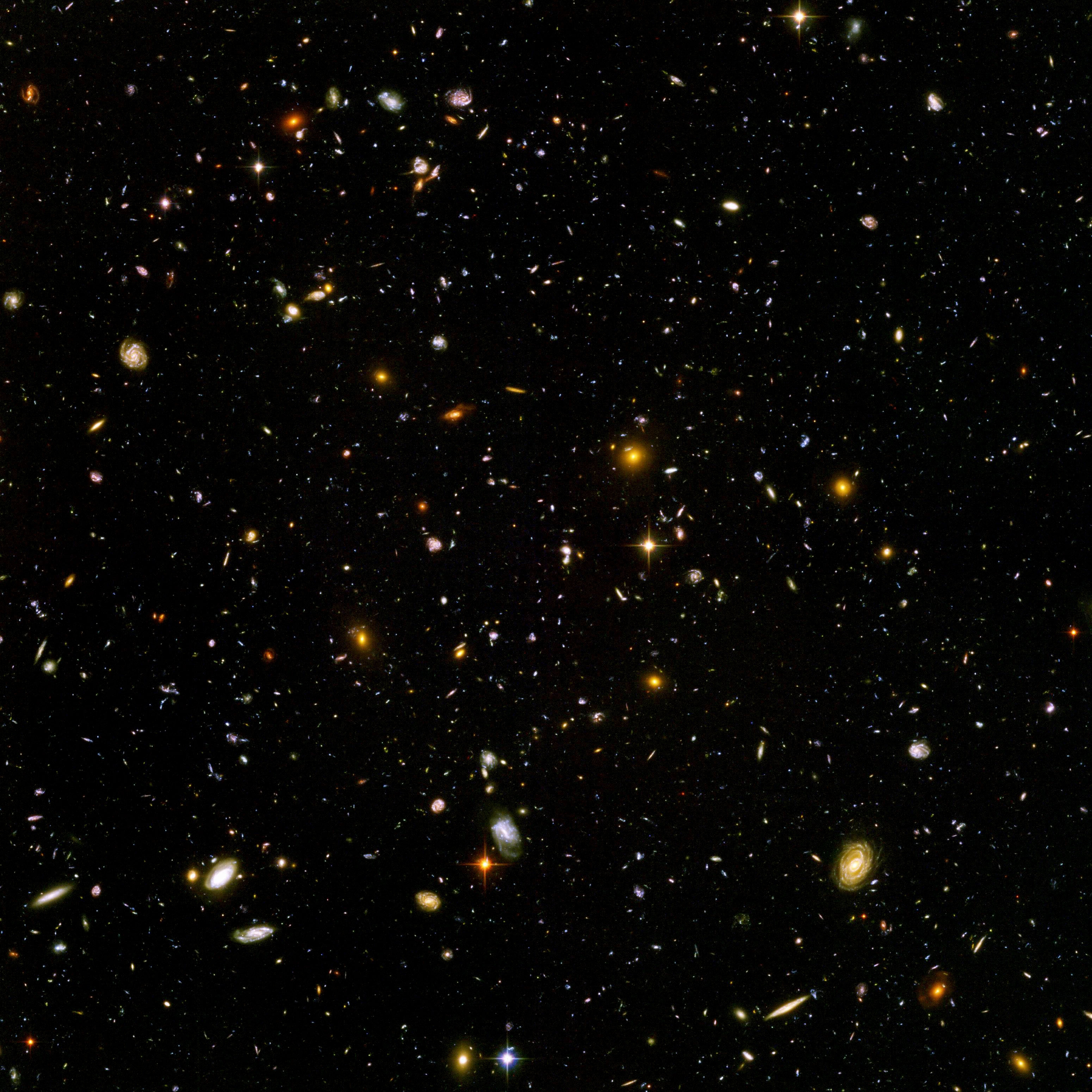
허블 울트라 딥 필드

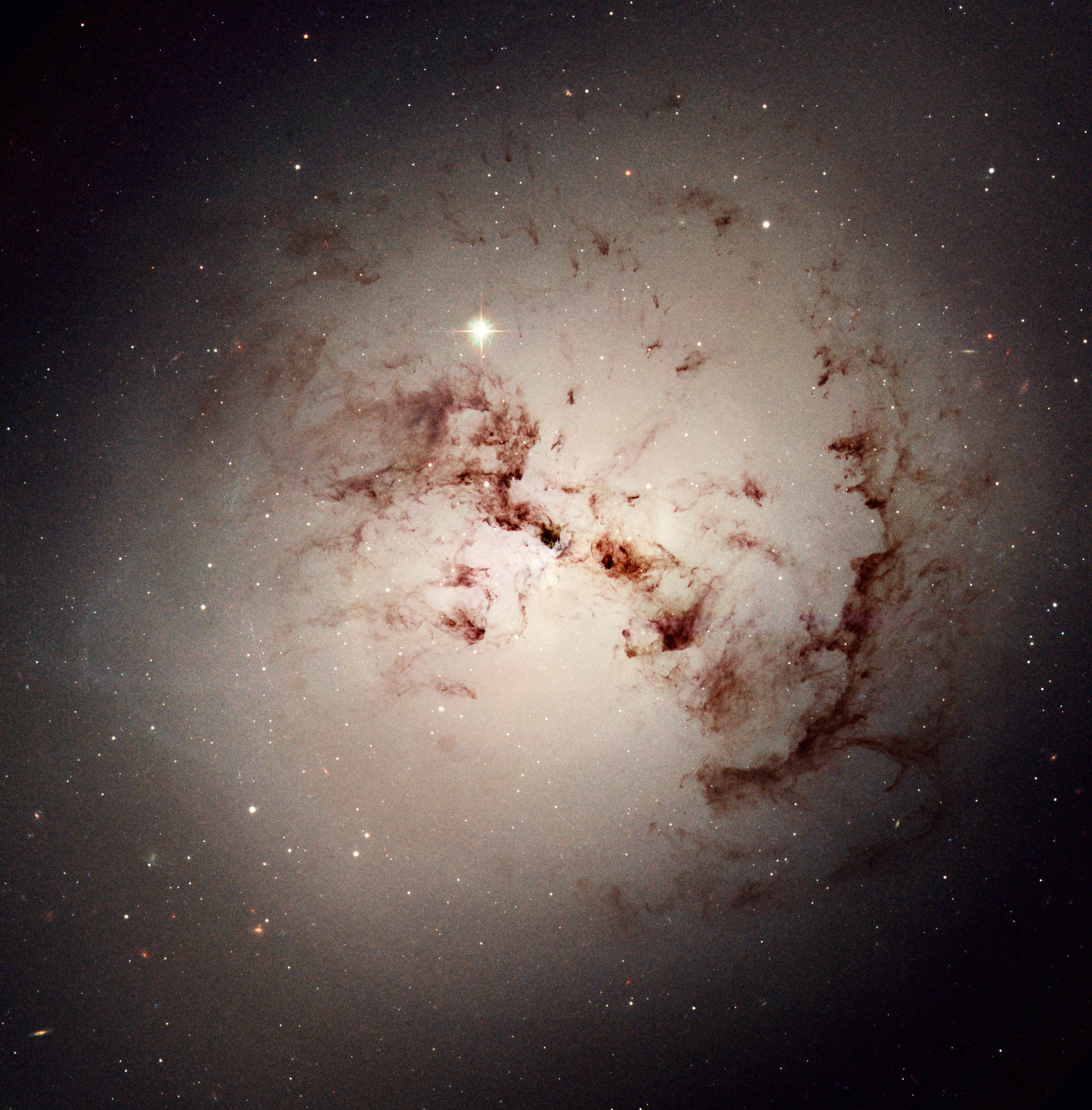
NGC 1316 렌즈형 은하
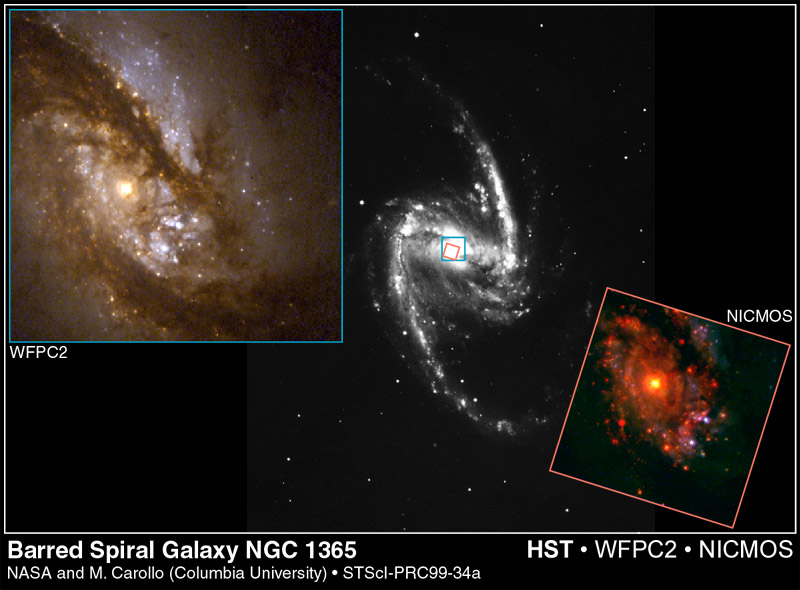
NGC1365막대나선은하
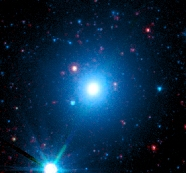
NGC 1404 타원은하

## 신화와 역사
초기 명칭은 'Fornax Chemica(화학 화로)'로, 예전에 화학실험에 사용하던 작은 고체연료 난로를 나타낸 것이었다.